# Старший сын (фильм, 2006)
«Старший сын» (англ. The Elder Son) — американская трагикомедия 2006 года, снятая режиссёром Марюсом Вайсбергом по одноимённой пьесе советского драматурга Александра Вампилова. Другое название картины — «Оптимист» (англ. The Optimist). Премьера состоялась 31 октября 2006 года.

## Сюжет
Кларнетист Макс, пожилой русско-еврейский иммигрант, проживающий в Лос-Анджелесе, жил самой обычной жизнью, пока не познакомился с Бо, ищущим убежища после неудачного автоугона. Не желая попасть в полицию, угонщик выдаёт себя за давно потерянного сына Макса. Всё лишь более усложняется, когда Бо  влюбляется в свою «сестру» Лолиту.

## В ролях
| Актёр             | Роль            |
| ----------------- | --------------- |
| Раде Шербеджия    | Макс            |
| Шейн Уэст         | Бо              |
| Лили Собески      | Лолита          |
| Эрик Бальфур      | Скип            |
| Рейли Макклендон  | Никита          |
| Реджина Холл      | Сьюзан          |
| Брайан Герати     | Грег            |
| Эд Бегли-младший  | Леонард         |
| Илья Баскин       | дядя Федя       |
| Светлана Ефремова | Вера            |
| Ивана Миличевич   | Таня            |
| Джоэл Дэвид Мур   | Кенни           |
| Алан Блюменфилд   | мистер Климан   |
| Майкл Эдвард Роуз | бойфренд матери |
| Кэтлин Гати       | жена дяди Феди  |

## Съёмочная группа
- Режиссёр — Марюс Вайсберг
- Продюсеры — Скотт Старджон, Джон Вигу, Эрик Коскин (исполнительный продюсер), Ричард Миддлтон (сопродюсер), Дэймон Мартин (исполнительный продюсер)
- Сценаристы — Марюс Вайсберг, Скотт Старджон, Александр Вампилов (автор пьесы)
- Оператор — Эндрю Хьюбшер
- Композиторы — Ягмур Каплан, Младен Милицевич
- Художники — Катя Блюменберг (постановщик), Скотт Холдредж, Эмми Тейлор (по костюмам)
- Монтажёр — Дэвид Додсон